# Беньєль
Беньєль (ісп. Beniel) — муніципалітет в Іспанії, у складі автономної спільноти Мурсія. Населення — 11 027 осіб (2010).
Муніципалітет розташований на відстані близько 350 км на південний схід від Мадрида, 13 км на північний схід від Мурсії.
На території муніципалітету розташовані такі населені пункти: (дані про населення за 2010 рік)
- Ла-Баска: 361 особа
- Беньєль: 7440 осіб
- Ла-Уерта: 1547 осіб
- Ель-Мохон: 641 особа
- Райгеро-ла-Вілья: 1038 осіб

## Демографія
Динаміка населення (INE ):

## Галерея зображень

Розташування муніципалітету Беньєль у провінції Мурсія